# Словачка на Светском првенству у атлетици на отвореном 2011.
Словачка је на 13. Светском првенству у атлетици на отвореном 2011. одржаном у Тегу од 27. августа до 4. септембра, учествовала десети пут, односно учествовала је под данашњим именом на свим првенствиима од 1993. до данас. Репрезентацију Словачке представљало је 8 такмичара (5 мушкараца и 3 жене) који су се такмичили у 6 дисциплина (3 мушке и 3 женске).,
На овом првенству представници Словачке нису освојили ниједну медаљу, нити су остварили неки резултат.

## Учесници
| Мушкарци: - Матеј Тот — ходање 20 км, ходање 50 км - Антон Кучмин — ходање 20 км - Милош Батовски — ходање 50 км - Марсел Ломницки — Бацање кладива - Либор Харфрејтаг — Бацање кладива | Жене: - Луција Клоцова — 800 м - Марија Чакова — ходање 20 км - Дана Велдјакова — Троскок |  |

## Резултати

### Мушкарци
| Атлетичар       | Дисциплина     | Лични рекорд | Предтакмичење | Предтакмичење | Квалификације | Квалификације | Полуфинале           | Полуфинале           | Финале               | Финале       | Детаљи |
| Атлетичар       | Дисциплина     | Лични рекорд | Резултат      | Место         | Резултат      | Место         | Резултат             | Место                | Резултат             | Место        | Детаљи |
| --------------- | -------------- | ------------ | ------------- | ------------- | ------------- | ------------- | -------------------- | -------------------- | -------------------- | ------------ | ------ |
| Адам Завацки    | 100 м          | 10,21 НР     | слободан      | слободан      | 10,46         | 6. у гр. 2    | Није се квалификовао | Није се квалификовао | Није се квалификовао | 41 / 76      |        |
| Јозеф Репчик    | 800 м          | 1:44,94 НР   |               |               | 1:47,93       | 8 у гр. 5     | Није се квалификовао | Није се квалификовао | Није се квалификовао | 31 / 47 (49) |        |
| Марсел Ломницки | Бацање кладива | 78,73        | 76,97         | 3 у гр. А кв  |               |               | 77,57                | 8 /27 (29)           |                      |              |        |
| Антон Кучмин    | 20 км ходање   | 1:22:25      |               |               |               |               |                      |                      | 1:24:38              | 21 / 53 (64) |        |
| Матеј Тот       | 50 км ходање   | 3:39:46 НР   | 3:41:07 ЛРС   | 7 / 46 (61)   |               |               |                      |                      |                      |              |        |
| Душан Мајдан    | 50 км ходање   | 3:59:05      | 3:57:50 ЛР    | 29 / 46 (61)  |               |               |                      |                      |                      |              |        |

### Жене
| Атлетичарка     | Дисциплина   | Лични рекорд | Квалификације | Квалификације | Полуфинале | Полуфинале | Финале                | Финале       | Детаљи |
| Атлетичарка     | Дисциплина   | Лични рекорд | Резултат      | Место         | Резултат   | Место      | Резултат              | Место        | Детаљи |
| --------------- | ------------ | ------------ | ------------- | ------------- | ---------- | ---------- | --------------------- | ------------ | ------ |
| Луција Клоцова  | 800 м        | 1:58,51      | 2:02,81 КВ    | 3. у гр. 5    | 2:01,85    | 7. у гр. 2 | Није се квалификовала | 20 / 32 (36) |        |
| Марија Чакова   | 20 км ходање | 1:35:30      |               |               |            |            | 1:39:07               | 31 / 40 (50) |        |
| Дана Велдјакова | Троскок      | 14,51 НР     | 14,28 кв      | 5 у гр. Б     |            |            | 13,96                 | 11 / 34      |        |